# Vaginaal toucher

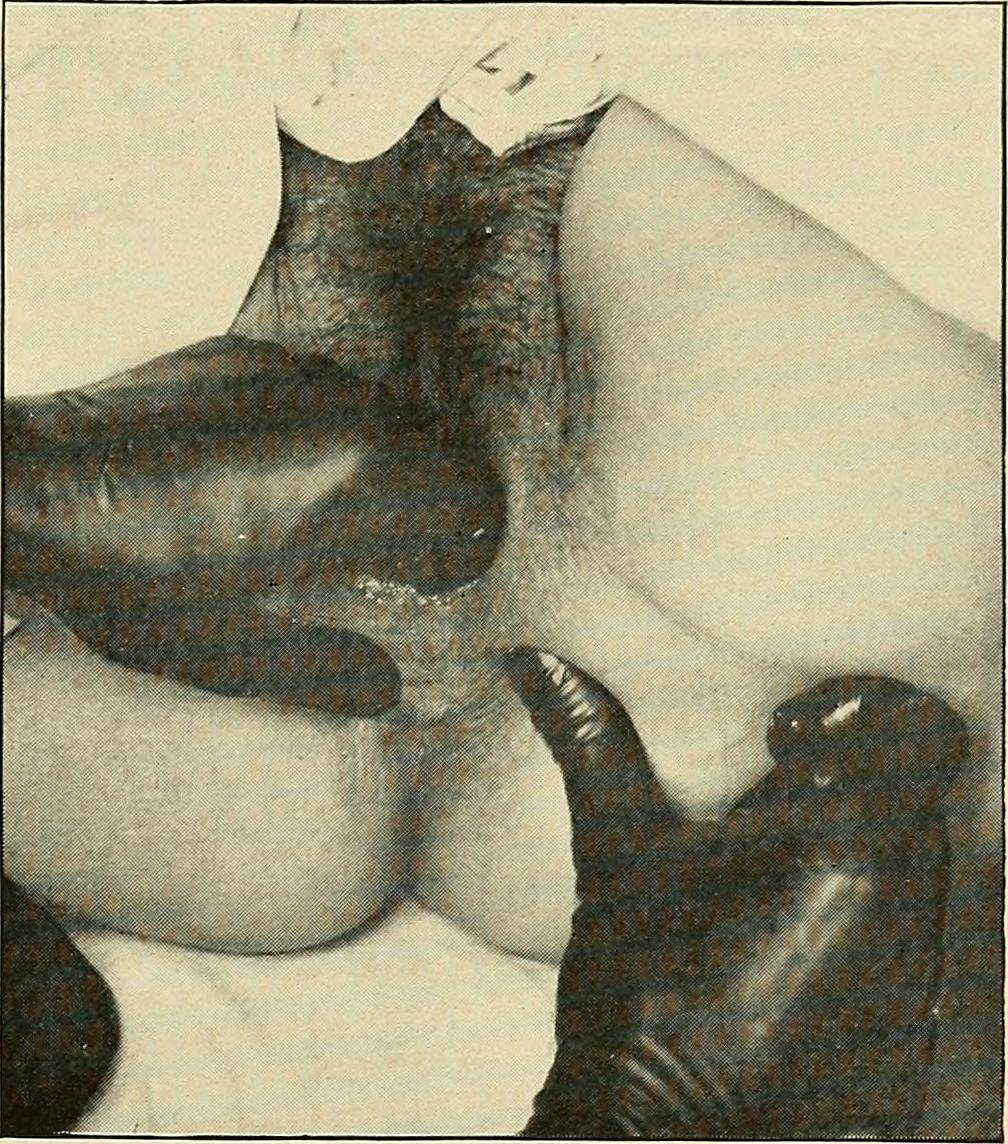
Gynaecologisch onderzoek met de vingers voorzien van een medische handschoen

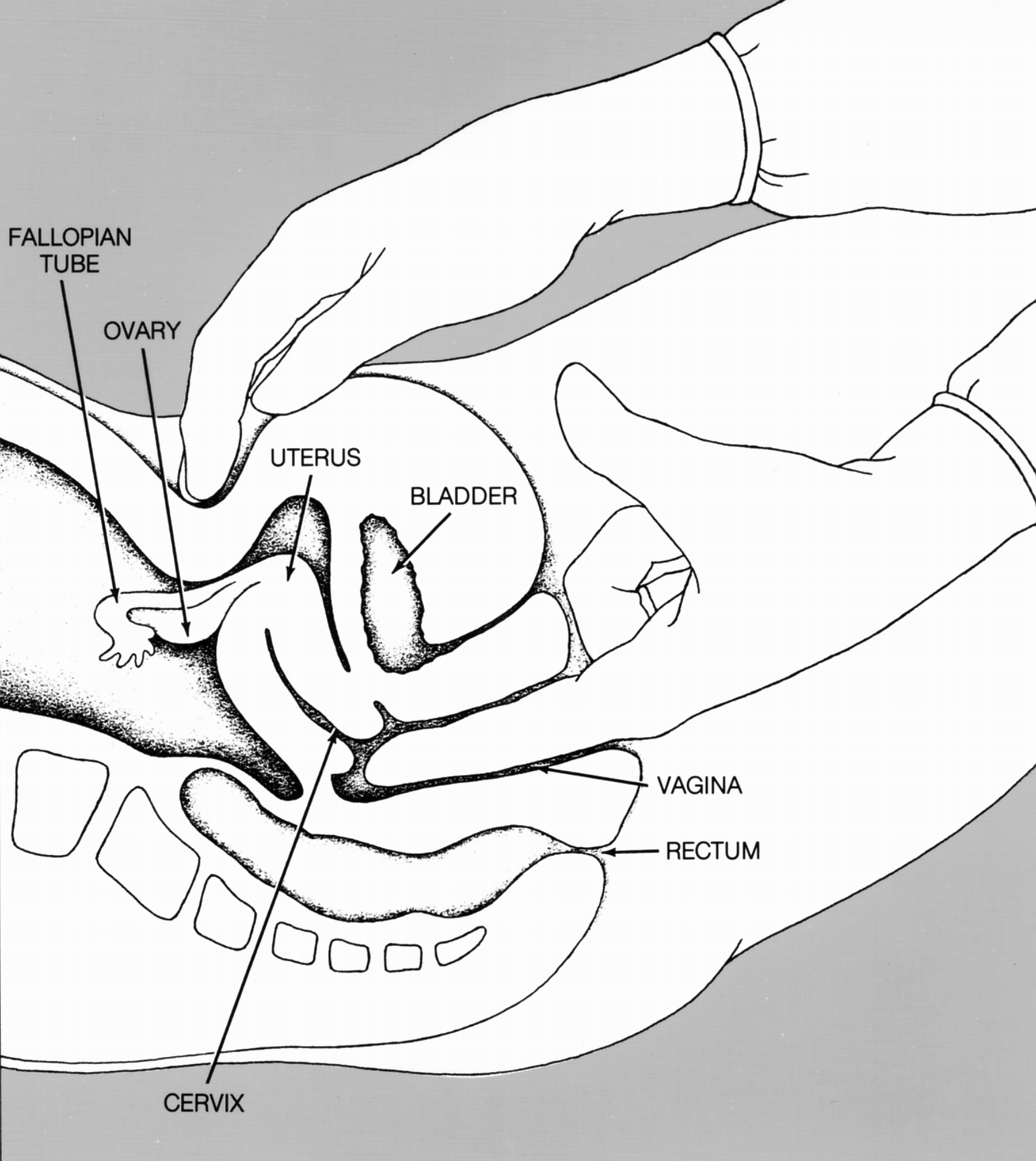
Schematische weergave van vaginaal toucher

Vaginaal toucher is inwendig gynaecologisch onderzoek waarbij een arts of een verloskundige met de vingers de vagina betast om de baarmoeder en eierstokken te onderzoeken op onder meer grootte en gevoeligheid.
Tijdens de zwangerschap wordt getoucheerd, om de "rijpheid" van de baarmoedermond te beoordelen. Hierbij wordt gelet op weekheid, stand (richting) en eventueel de mate van ontsluiting van de baarmoedermond. Gedurende de bevalling wordt naast de mate van ontsluiting, ook de stand van het foetale schedel beoordeeld.
Om het inbrengen van de vingers te vergemakkelijken maakt de arts vaak gebruik van glijmiddel en een medische handschoen. De arts gebruikt de wijsvinger en de middelvinger om zodoende te kunnen meten. Met de andere hand voelt de arts op de buik. Vaginaal toucher door een arts vindt plaats na geïnformeerde toestemming.

## Ezelsbruggetje
- POVIAS: Met dit niet-bestaande woord onthoudt men de belangrijkste obstetrische parameters die men moet beoordelen[2]:

P = Portio: staand of verstreken
O = Ontsluiting, indien begonnen: hoeveel centimeters
V = Vliezen: staand of gebroken
I = Indaling
A = Aard van voorliggend deel (schedel, stuit,...)
S = Stand van voorliggend deel (kruin, achterhoofd,...)